# Rhèges
Rhèges é uma comuna francesa na região administrativa de Grande Leste, no departamento de Aube. Estende-se por uma área de 14,80 km². Em 2010 a comuna tinha 229 habitantes (densidade: 15,5 hab./km²).